# علم اخلاق

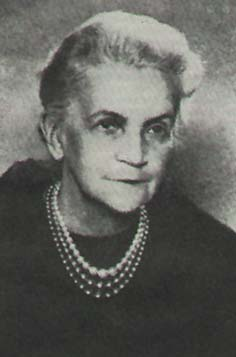
ماریا اوسووسکا از روش‌های علمی برای درک منشأ هنجارهای اخلاقی استفاده کرد.

علم اخلاق (به انگلیسی:science of morality) ممکن است به اشکال مختلف طبیعت‌گرایی اخلاقی اشاره کند که اخلاق را در ملاحظات تجربی و عقلانی جهان طبیعی پایه‌گذاری می‌کند. گاهی به عنوان استفاده از رویکرد علمی برای تعیین درست و نادرست، در مقابل این باور رایج که «علم در موضوع ارزش‌های انسانی چیزی برای گفتن ندارد» در نظر گرفته می‌شود.